# Aston Martin V12 Speedster

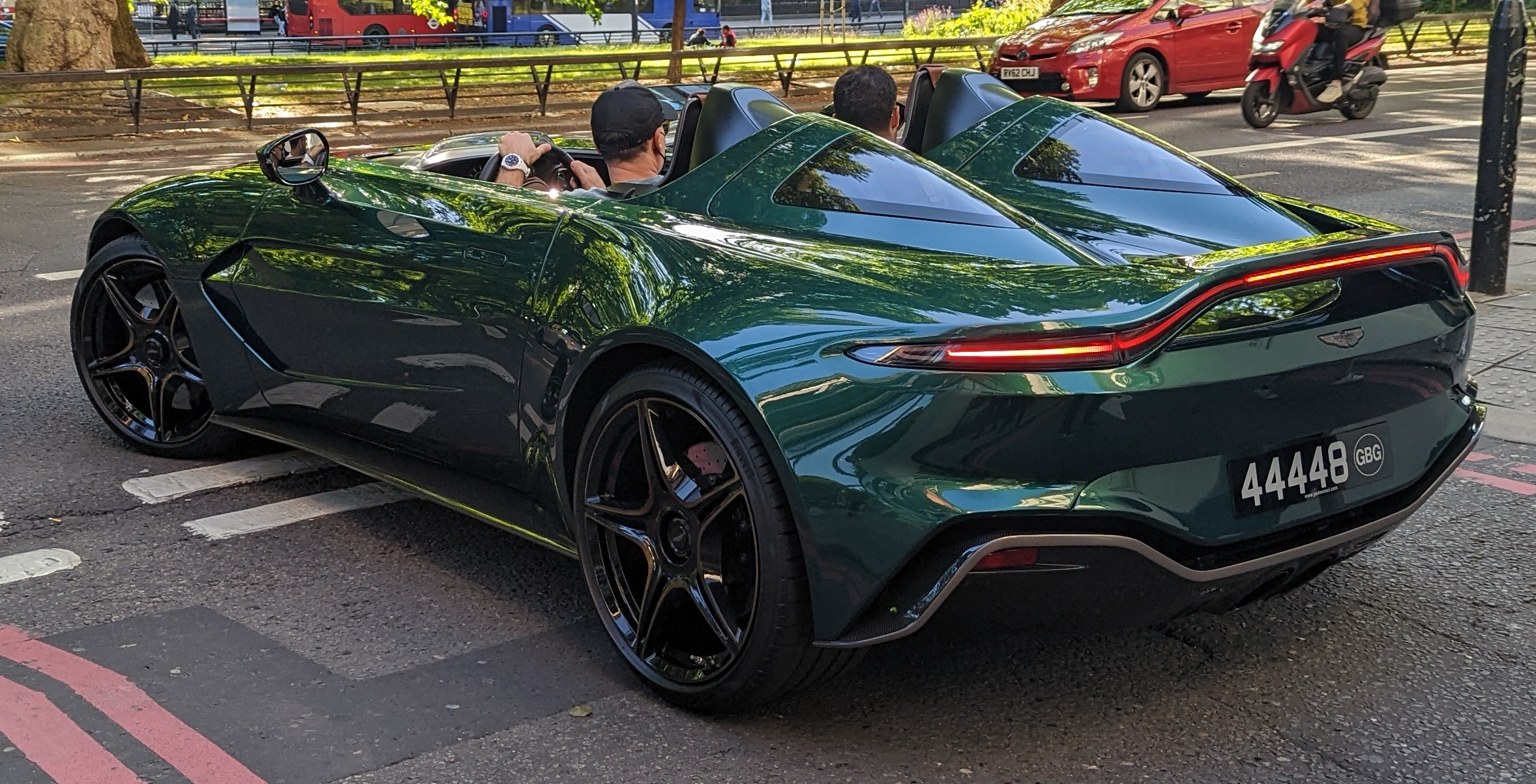
Heckansicht

Der Aston Martin V12 Speedster ist ein Roadster ohne Scheiben und Verdeck des britischen Automobilherstellers Aston Martin.

## Geschichte
Vorgestellt wurde das Fahrzeug auf Basis einer eigenen Plattform mit Elementen des Vantage und des DBS Superleggera, am 4. März 2020 am Werksitz von Aston Martin in Gaydon. Ursprünglich sollte es einen Tag früher auf dem Genfer Auto-Salon debütieren, der aber am 28. Februar 2020 wegen der COVID-19-Pandemie abgesagt wurde. Mitte 2021 lieferte Aston Martin die ersten Exemplare der auf 88 Stück limitierten Serie aus. Entwickelt wurde das Fahrzeug von Aston Martins Spezialabteilung Q.
Optional konnte der Sportwagen in einer Lackierung erworben werden, die an den Aston Martin DBR1 erinnern soll. Auch eine Version mit Gestaltungselementen des Kampfjets Boeing F/A-18 war möglich. Außerdem übernahm Aston Martin für das Fahrzeug Designelemente aus dem 2013 vorgestellten Konzeptfahrzeug Aston Martin CC100.
Als Konkurrenzmodelle zum V12 Speedster werden unter anderem der Monza SP von Ferrari oder der Elva von McLaren Automotive genannt.

## Technik
Der V12 Speedster hat kein Dach, keine Seitenfenster und keine Windschutzscheibe. Fahrer und Beifahrer trennt nicht nur eine Mittelkonsole, sondern auch ein Steg auf Schulterhöhe, den der Hersteller als „Wirbelsäule“ bezeichnet. Hinter den Sitzen befinden sich zwei Höcker, die auch als Überrollvorrichtung dienen.
Angetrieben wird der V12 Speedster von einem 5,2-Liter-V12-Ottomotor, der hinter der Vorderachse positioniert ist. Er hat zwei Turbolader und eine maximale Leistung von 515 kW (700 PS). Das Getriebe ist eine 8-Stufen-Automatik von ZF. Auf 100 km/h soll der Sportwagen in 3,4 Sekunden beschleunigen, die Höchstgeschwindigkeit wird mit 318 km/h angegeben.
Das Fahrwerk hat vorne eine Doppelquerlenkerachse, die angetriebene Hinterachse mit Sperrdifferential ist eine Mehrlenkerachse. Die Bremsscheiben an allen Rädern sind aus Carbon-Keramik.
|                            | V12 Speedster                     |
| Bauzeitraum                | 2021                              |
| Motorkenndaten             |                                   |
| Zylinder/Motorbauart       | Zwölfzylinder-V-Motor             |
| Ventile                    | 32                                |
| Hubraum                    | 5204 cm³                          |
| Aufladung                  | zwei Turbolader                   |
| max. Leistung bei min−1    | 515 kW (700 PS)/6500              |
| max. Drehmoment bei min−1  | 753 Nm/5000                       |
| Kraftübertragung           |                                   |
| Antrieb                    | Hinterradantrieb                  |
| Getriebe                   | 8-Stufen-Automatikgetriebe von ZF |
| Messwerte                  |                                   |
| Beschleunigung 0–100 km/h  | 3,4 s                             |
| Höchstgeschwindigkeit vmax | 318 km/h                          |
| EU-Normverbrauch/100 km    | 11,2 l Super                      |
| CO2-Ausstoß                | 298 g/km                          |
| Leergewicht                | 1765 kg                           |